# Хоккей с шайбой на зимних Сурдлимпийских играх 2015
Соревнования по хоккею на зимних Сурдлимпийских играх 2015 в Ханты-Мансийске  прошли с 29 марта по 5 апреля на КРК «Арена Югра».

## Медали

### Общий зачёт
| Общее количество медалей |        |        |         |        |       |
| Место                    | Страна | Золото | Серебро | Бронза | Всего |
| 1                        | Россия | 1      | 0       | 0      | 1     |
| 2                        | Канада | 0      | 1       | 0      | 1     |
| 3                        | США    | 0      | 0       | 1      | 1     |
| Всего                    | Всего  | 1      | 1       | 1      | 3     |

## Медалисты

### Мужчины
| Золото | Серебро | Бронза |
| Россия · Дмитрий Арсеньев, · Сергей Берлизов, · Роман Чернов, · Олег Даниленко, · Дмитрий Дернов, · Павел Евтушенко, · Рустам Гафурбаев, · Константин Гамаюров, · Станислав Ильичев, · Юрий Измайлов, · Вячеслав Казанцев, · Орхан Казимов, · Станислав Хакимов, · Сергей Кикин, · Алексей Куликовский, · Роман Лукьянов, · Владимир Машков, · Вадим Мазурский, · Виталий Мохов, · Андрей Прудников, · Илья Шевцов, · Артур Шимаров, · Вячеслав Сидоров, · Дмитрий Ядрышников, · Сергей Юшкин | Канада  | США    |